# Jodokuskirche (Neubulach)

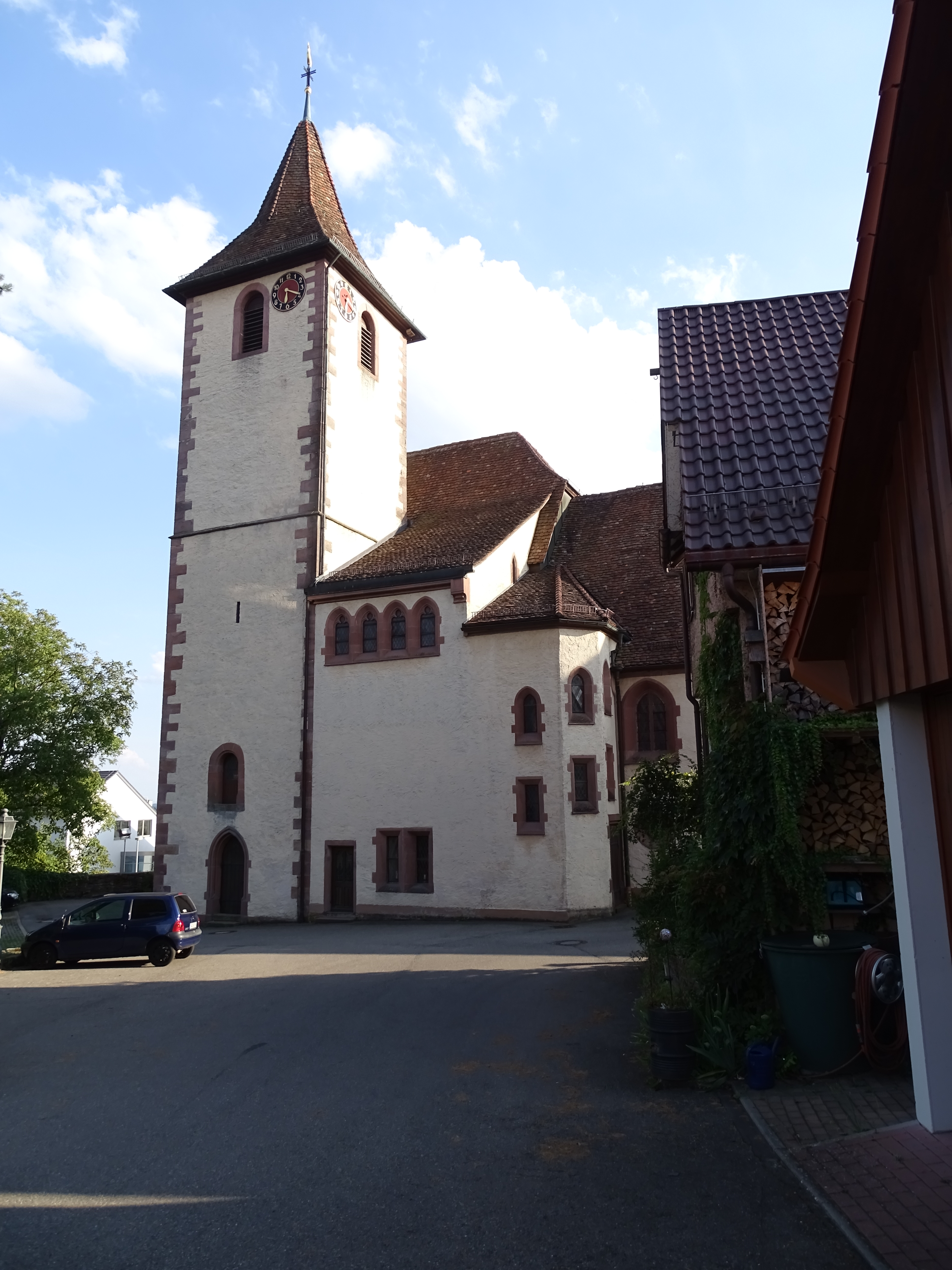
Jodokuskirche in Neubulach

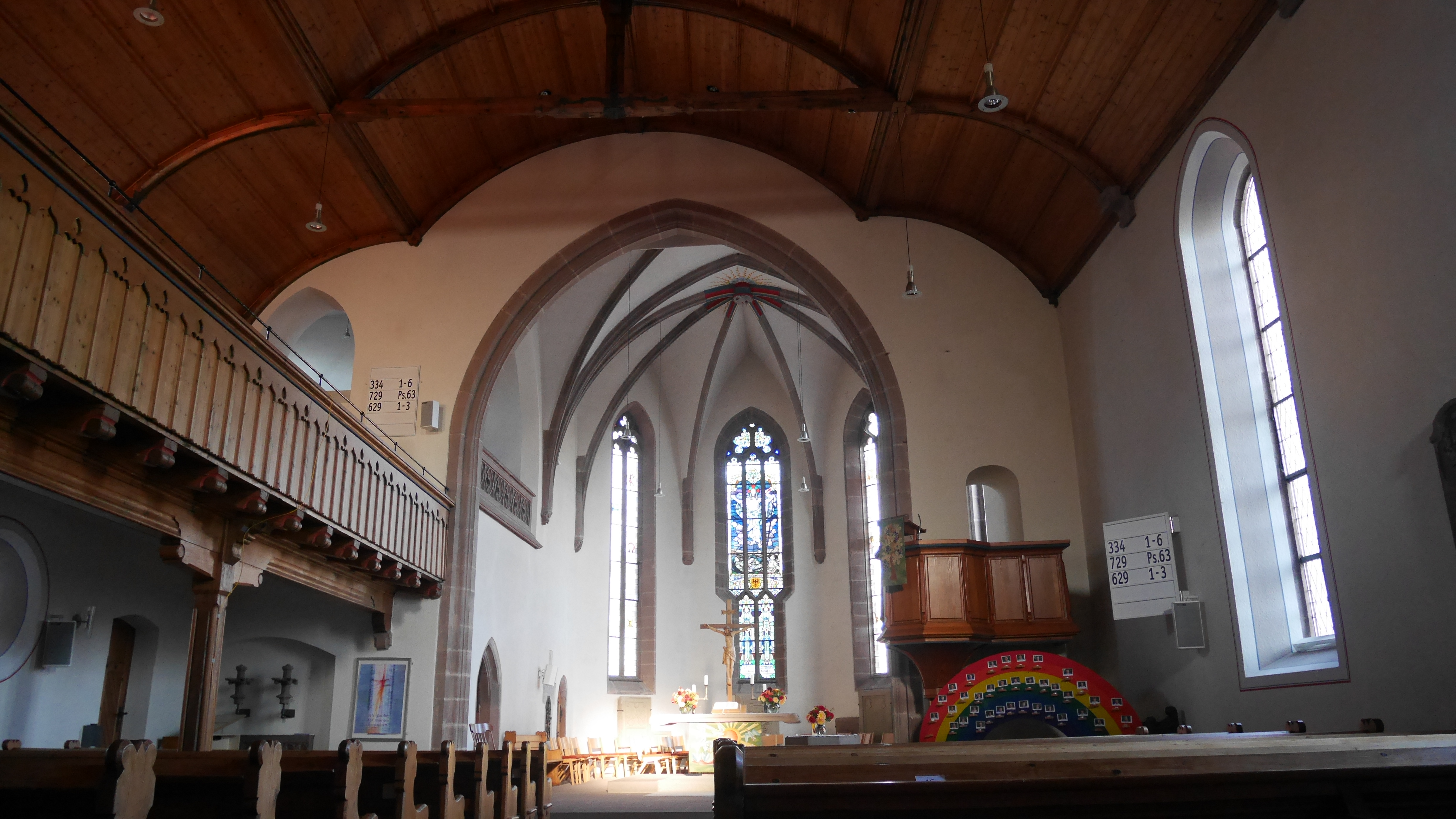
Innenansicht

Die evangelische Jodokuskirche ist die Stadtkirche von Neubulach, einer Stadt im Landkreis Calw in Baden-Württemberg. Das Bauwerk ist beim Landesamt für Denkmalpflege Baden-Württemberg als Baudenkmal eingetragen. Die Kirchengemeinde gehört zum Kirchenbezirk Calw-Nagold der Evangelischen Landeskirche in Württemberg.

## Beschreibung
Die erstmals 1275 als Marienkirche erwähnte Saalkirche besteht aus einem Langhaus und einem eingezogenen, dreiseitig geschlossenen, von Strebepfeilern gestützten Chor im Osten. Der Chorflankenturm an dessen Nordwand geht auf eine romanische Wehrkirche zurück, wie die Schießscharten zeigen.
Der Innenraum des Chors ist mit einem Kreuzrippengewölbe überspannt, dessen Rippen auf Konsolen stehen. Die Orgel wurde 1861 von Gruol & Blessing gebaut.